# Pange
Pange är en kommun i departementet Moselle i regionen Grand Est (tidigare regionen Lorraine) i nordöstra Frankrike. Kommunen ligger i kantonen Pange som tillhör arrondissementet Metz-Campagne. År 2022 hade Pange 870 invånare.

## Befolkningsutveckling
Antalet invånare i kommunen Pange
| Referens: INSEE |